# Dean Reed
Dean Cyril Reed, přezdívaný též Rudý Elvis či Rudý Dean (22. září 1938 Denver – 13. června 1986 Východní Berlín) byl americký zpěvák, písničkář, filmový herec, režisér, scenárista a levicově orientovaný politický aktivista.

## Hudební kariéra
Se svojí profesionální kariérou rokenrolového a countryového zpěváka začínal již koncem 50. let 20. století během svých studií na univerzitě. V roce 1958 v období vrcholící rokenrolové éry započal svoji profesionální dráhu, kdy hned zpočátku nazpíval několik hitů a dostal se rychle do několika amerických hitparád. Více než ve Spojených státech amerických se však stal populárním zejména v Chile a Peru. Proto jej jeho producentská firma vysílala na dlouhá turné po jižní Americe, kde pobýval v letech 1962 až 1965. Poté následovaly zájezdy do Sovětského svazu. Od roku 1967 do roku 1973 žil se svou ženou v Itálii, kde vystupoval také jako filmový herec v řadě podřadných spaghetti westernů a dalších dobrodružných filmech. Od roku 1973 se usídlil v Německé demokratické republice, kde žil až do své smrti. Jako zpěvák hojně vystupoval a natáčel desky i v někdejším Československu, mimo jiné také se zpěvákem Václavem Neckářem, který jej tehdy považoval za svého osobního přítele. Koncertoval v zemích někdejšího sovětského bloku a záhy se stal známou a relativně populární osobností.
Jeho tehdejší známost a popularita byla přiživována z nejvyšších míst vládnoucích totalitních režimů, protože americký občan, který odmítal kapitalismus, byl ve východní Evropě z ideologických a politických důvodů využit k propagandistickým účelům vládnoucímu komunismu.

## Nejasné úmrtí
Zahynul za doposud nevyjasněných okolností v roce 1986 při koupání v jednom z berlínských jezer (zdali se jednalo o nehodu, vraždu, sebevraždu či přirozenou smrt, není dodnes spolehlivě známo). O jeho předčasné smrti dodnes panuje řada nedoložených fám a konspirativních teorií.